# Laurentius Olai Gestricius
Laurentius Olai Gestricius, född omkring 1530 i Gävle, död 1565 i Stockholm, var en svensk präst.

## Biografi
Laurentius Olai Gestricius var son till rådmannen Olof Mårtensson eller Matsson i Gävle och Karin, dotter till släkten Grubbs stamfader Anders på Grubbe i Umeå och Mariet Andersdotter (Bure). Hans ena bror, Martinus, var biskop i Linköping, och en annan bror, Petrus, var stamfader för ätten Plantenstedt.
När trivialskolan i Gävle bildades av Gustav Vasa 1557, utsågs Laurentius till rektor. Som lön hade han prebende i Tolfta och Västland socknar. Han bedrev där undervisningen själv, och hade till exempel Abraham Angermannus som elev.
1562 lämnade Laurentius Gävle för tjänsten som pastor primarius i Stockholm, där han kvarblev till sin död.
I Stockholm bekämpade han kalvinismen som Dionysius Beurræus verkade för, och skrev en vederläggning till dennes trosbekännelse. Laurentius var också författare till ett kungligt brev som förbjöd att utrikes födda hade religiösa sammankomster. Han genomdrev detta genom att själv bege sig till Östergötland där kung Erik XIV vistades, och meddelade denne att han hindrades i sin ämbetsutövning av dessa utrikes födda. Erik XIV förbjöd därmed också gudstjänster som predikade en teologi som inte överensstämde med lutherdomen.